# Menu extra
Un Menu extra in macOS è una piccola icona o talvolta una parola che si trova alla destra della barra dei menu. Spesso essi permettono di accedere velocemente ad alcune funzioni delle applicazioni (per esempio iChat) o di visualizzare delle informazioni (per esempio l'orologio di sistema), o controllare variabili di sistema (ad esempio il volume). Esistono molti menu extra di terze parti. I menu extra sono simili agli elementi del system tray di Microsoft Windows, ma sono meno comuni.
Ci sono molti menu extra forniti con Mac OS X, alcuni dei quali sono attivati dalle relative applicazioni o tramite un dispositivo esterno (per esempio, Inkwell si attiva quando una tavoletta grafica è connessa al computer). Tutti i menu extra forniti con Mac OS X si trovano al seguente percorso di file: /System/Library/Core Services/Menu Extras/
I menu extra furono introdotti con Mac OS X Puma per sostituire i Dock extras. Ci furono opinioni contrastanti alla loro introduzione. Sebbene Apple avesse fornito un'API per gli sviluppatori di terze parti da usare per creare i menu extra utilizzando la classe NSStatusItem, essi usarono un'altra classe privata, chiamata NSMenuExtra per sviluppare i propri menu extra. I menu extra basati su NSMenuExtra includevano funzioni non disponibili per i menu extra basati sulla classe NSStatusItem, come l'installazione/disinstallazione drag and drop e la possibilità di collocare i menu extra usando il mouse. Il motivo è che i menu extra basati sulla classe NSMenuExtra agiscono dentro lo spazio di SystemUIServer, così del codice sbagliato all'interno dei menu extra potrebbe causare instabilità in una parte Core del sistema operativo.